# Уравнение Эргуна
Уравнение Эргуна применяется в гидродинамике при расчётах задач течения однофазной жидкости в неподвижных слоях с определённой пористостью и плотностью упаковки частиц. Во всех случаях применения неподвижных слоёв перепад давления является одним из основных факторов. На перепад давления в слое влияют скорость жидкости, её плотность и вязкость, размер, форма и ориентация частиц, пористость слоя, шероховатость поверхности и, возможно, наличие стенок.
Полученное турецким инженером-химиком Сабри Эргуном в 1952 году уравнение описывает влияние на перепад давления всех эффектов, за исключением шероховатости и стенок:
{\displaystyle {\frac {\Delta p}{L}}={\frac {150\eta u(1-\varepsilon )^{2}}{F^{2}d^{2}\varepsilon ^{3}}}+{\frac {1{,}75\rho u^{2}(1-\varepsilon )}{Fd\varepsilon ^{3}}},}
где {\displaystyle \eta } — динамическая вязкость жидкости, {\displaystyle \varepsilon } — пористость среды, {\displaystyle \rho } — плотность жидкости,  {\displaystyle d}— характерный размер частиц, {\displaystyle u}— скорость фильтрации жидкости, {\displaystyle F}— фактор формы.
Перепад давления представляется в виде суммы двух слагаемых: первое описывает влияние поверхностного трения, вторая — сопротивление формы. Значения постоянных 150 и 1,75 получены при обработке экспериментальных данных. В качестве частиц в этих исследованиях использовались шарики, цилиндры, таблетки, мраморная крошка и сортированный кокс.